# Emmanuel Todd

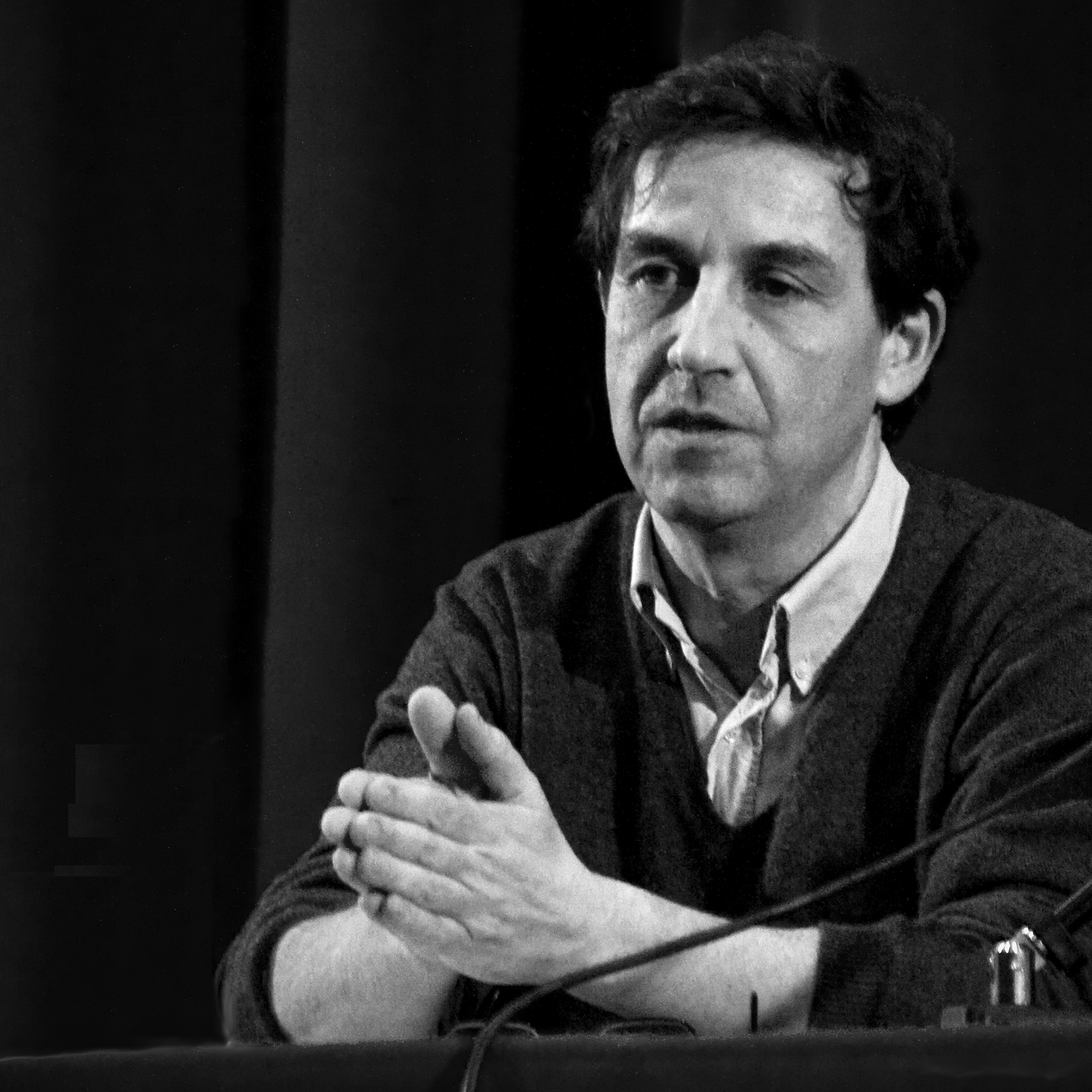
Emmanuel Todd roku 2008

Emmanuel Todd (* 16. květen 1951 Saint-Germain-en-Laye) je francouzský historik, antropolog, sociolog, politolog a demograf. Soustřeďuje se především na výzkum rodiny.
Do širšího povědomí vstoupil roku 1976, kdy předpovídal pád sovětského režimu, a to na základě analýzy demografických dat (v knize La chute finale: Essais sur la décomposition de la sphère Soviétique). Známou se stala též jeho kniha Après l’Empire : essai sur la décomposition du système américain, kde předpovídá konec americké hegemonie a vznik multipolárního světa. Je odpůrcem konceptu střetu civilizací Samuela Huntingtona.
Je vnukem filosofa a spisovatele Paula Nizana.

### České překlady
- Po impériu: esej o rozpadu amerického systému. Vyd. 1. Brno: Computer Press, 2007. 219 s. ISBN 80-251-0495-8.